# Kvalspelet till världsmästerskapet i fotboll 1970 (Caf)
11 lag deltog i Kvalspelet till världsmästerskapet i fotboll 1970 (CAF) och de spelade om 1 plats till VM-slutspelet.
Kvalet spelades i tre omgångar. 
- Omgång 1 – Ghana gick direkt vidare till andra omgången. Övriga 10 lag parades ihop och möttes i dubbelmöten, vinnarna gick vidare till omgång 2.
- Omgång 2 – Ghana och de 5 vinnarna från omgång 2 parades ihop och möttes i dubbelmöten, vinnarna gick vidare till omgång 3.
- Omgång 3 – De 3 vinnarna från omgång 2 möttes alla i dubbelmöten och vinnare av gruppen gick vidare till VM-slutspelet.

 Marocko kvalificerade sig för VM-slutspelet.

## Omgång 1
| Lag 1    | Totalt | Lag 2    | Möte 1 | Möte 2    |
| Algeriet | 1–2    | Tunisien | 1–2    | 0–0       |
| Marocko  | 4–21   | Senegal  | 1–0    | 1–2 / 2–0 |
| Libyen   | 3–5    | Etiopien | 2–0    | 1–5       |
| Zambia   | 6–62   | Sudan    | 4–2    | 2–4       |
| Nigeria  | 4–3    | Kamerun  | 1–1    | 3–2       |

1. Efter totalt 2-2 mellan Marocko och Senegal spelades en tredje avgörande match på neutral plan.

2. Sudan gick vidare efter att ha gjort flest mål i det andra mötet.

## Omgång 2
| Lag 1    | Totalt | Lag 2   | Möte 1 | Möte 2    |
| Tunisien | 2–21   | Marocko | 0–0    | 0–0 / 2–2 |
| Etiopien | 2–4    | Sudan   | 1–1    | 1–3       |
| Nigeria  | 3–2    | Ghana   | 2–1    | 1–1       |

1. Bägge matcherna mellan Tunisien och Marocko slutade 0-0 och omspelsmatchen slutade 2-2 efter förlängning. Marocko gick vidare på slantsingling.

## Omgång 3
| Nr | Lag     | S | V | O | F | GM | IM | MS | P |
| -- | ------- | - | - | - | - | -- | -- | -- | - |
| 1  | Marocko | 4 | 2 | 1 | 1 | 5  | 3  | +2 | 7 |
| 2  | Nigeria | 4 | 1 | 2 | 1 | 8  | 7  | +1 | 5 |
| 3  | Sudan   | 4 | 0 | 3 | 1 | 5  | 8  | −3 | 3 |

| Hemma \ Borta | Marocko | Nigeria | Sudan |
| Marocko       | —       | 2–1     | 3–0   |
| Nigeria       | 2–0     | —       | 2–2   |
| Sudan         | 0–0     | 3–3     | —     |

Marocko gick vidare till VM-slutspelet.